# Hawthorne (Nova York)
Hawthorne és una concentració de població designada pel cens dels Estats Units a l'estat de Nova York. Segons el cens del 2000 tenia 5.083 habitants.

## Demografia
Segons el cens del 2000, Hawthorne tenia 5.083 habitants, 1.581 habitatges, i 1.258 famílies. La densitat de població era de 1.161,3 habitants/km².
Dels 1.581 habitatges en un 35% hi vivien nens de menys de 18 anys, en un 69,1% hi vivien parelles casades, en un 7,7% dones solteres, i en un 20,4% no eren unitats familiars. En el 16,7% dels habitatges hi vivien persones soles el 7,2% de les quals corresponia a persones de 65 anys o més que vivien soles. El nombre mitjà de persones vivint en cada habitatge era de 2,97 i el nombre mitjà de persones que vivien en cada família era de 3,36.
Per edats la població es repartia de la següent manera: un 26,9% tenia menys de 18 anys, un 6,3% entre 18 i 24, un 28,1% entre 25 i 44, un 24,8% de 45 a 60 i un 14% 65 anys o més.
L'edat mediana era de 38 anys. Per cada 100 dones de 18 o més anys hi havia 90,7 homes.
La renda mediana per habitatge era de 81.370 $ i la renda mediana per família de 92.042 $. Els homes tenien una renda mediana de 52.477 $ mentre que les dones 39.142 $. La renda per capita de la població era de 28.664 $. Entorn de l'1,4% de les famílies i el 3,3% de la població estaven per davall del llindar de pobresa.